# پل شکسته سرطاق ساربان
پل شکسته سرطاق ساربان در شهرستان خرم‌آباد، روستای ماسور واقع شده و این اثر در تاریخ ۲۵ اسفند ۱۳۷۹ با شمارهٔ ثبت ۳۶۴۰ به‌عنوان یکی از آثار ملی ایران به ثبت رسیده است.